# Vallée d'Ironbridge

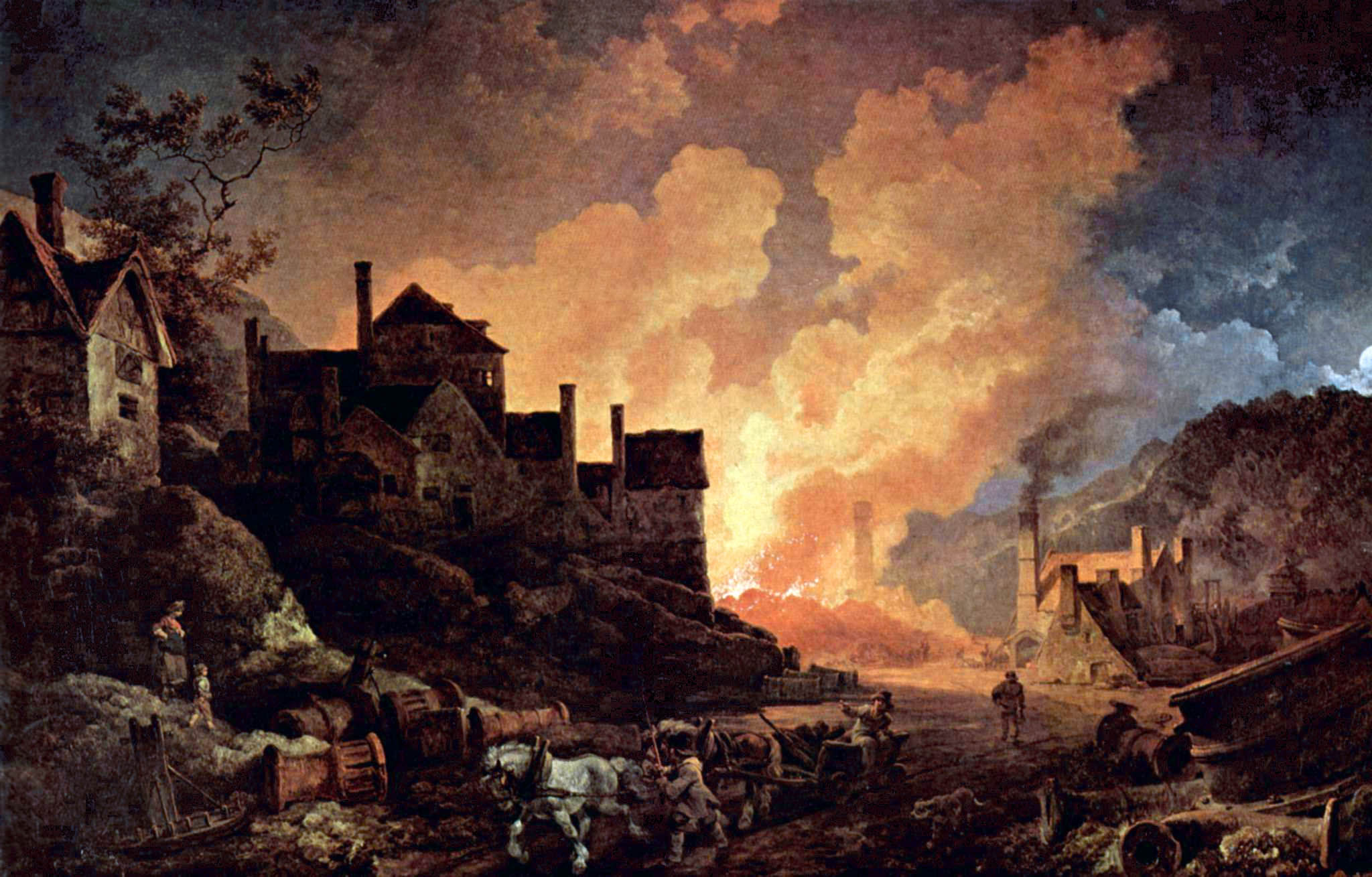
Coalbrookdale at night, par Philippe-Jacques de Loutherbourg, 1801. Cette image montre les hauts fourneaux de Madeley Wood (ou Bedlam), qui appartenaient à la Coalbrookdale Company, de 1776 à 1796.

La vallée d'Ironbridge (en anglais : Ironbridge Gorge) est un ensemble de sites d'archéologie industrielle situé sur le Severn, dans le Shropshire, en Angleterre à environ 60 km N-O de Birmingham, inscrit depuis 1986 sur la liste du patrimoine mondial de l'Unesco.

## Historique
La vallée d'Ironbridge est considérée comme le berceau de la révolution industrielle. Le pont Iron Bridge a été construit en 1779 pour relier la petite cité industrielle de Broseley, sur la rive droite, aux villages miniers et industriels de Madeley et de Coalbrookdale, sur la rive gauche.
Tout était réuni pour que se développe une grande région industrielle : le charbon, le fer, le calcaire et l'argile sont les matières premières de la sidérurgie et de la céramique, et le fleuve Severn était alors la grande voie de communication.
La notoriété de la vallée a commencé avec la mise au point de la technique de la fonte au coke par Abraham Darby dans le village de Coalbrookdale. Puis une industrie diversifiée a prospéré dans tous les villages des alentours.

## Archéologie industrielle, visites
Le site de la vallée d'Ironbridge rassemble le pont Iron Bridge et les installations industrielles environnantes, qui constituent un ensemble touristique et culturel exceptionnel de vestiges et de souvenirs des débuts de la révolution industrielle.
On peut visiter :
- Les villages de Broseley, Ironbridge et Coalbrookdale, berceau de la fonte au coke ;

- L’Iron Bridge, pièce centrale de cet ensemble ;

L’Ironbridge Gorge Museums Trust est chargé de la conservation de tous les points de visite des installations minières et industrielles situés à proximité :
- Le musée en plein air de Blist Hill (Blists Hill Victorian Town)
- Le plan incliné de Hay (Hay Inclined Plane), sur le même site que le précédent

- Le musée de la pipe de Broseley (Broseley Pipeworks)
- Le musée du fer de Coalbrookdale (Coalbrookdale Museum of Iron)
- Le musée de la porcelaine de Coalport (Coalport China Museum)
- Le tunnel de bitume (Coalport Tar Tunnel)
- Les maisons de Darby (Darby Houses)
- L'unité interactive de design et de technologie (Enginuity)
- Le musée des carreaux de faïence (Jackfield Tile Museum)
- Le musée fluvial (Museum of the Gorge)